# Kårparti
Ett kårparti är ett politiskt parti inom en studentorganisation av typen studentkår. Partiet är normalt bildat för att ställa upp i ett kårval, anordnat av respektive studentkår, och representera studenterna i ett kårfullmäktige. Kårpartier förekommer inte vid alla studentkårer. Vid de studentkårer som använder sig av val med listor kan man istället tala om kårlistor som i många fall fyller samma funktion som ett kårparti.

## Olika kårpartier

### Lunds studentkår
Den sammanhållna Lunds studentkår ersattes 1996 av ett antal mindre fakultetskårer under paraplyorganisationen Lunds universitets studentkårer med direkta personval. Därvid upphörde hela det partivalssystem som tidigare funnits inom kårvärlden. Nedanstående partier är alltså alla historiska.
- Marxistiska studenter
- FEMVAK'D
- Fria Studenter (Fris)
- Kulturradikalerna
- Kårcentern
- Kårpartiet Socialdemokraterna (KPS)
- Liberala studenter
- Moderata studenter
- PUB-partiet
- Verksamhetspartiet
- Lunds universitets studenter (LUS)
- Oidentifierade studenter (ODS)
- Actus
- Bättre tider
- Lunds Radikala demokrater (LURD)
- Studenter för ett Demokratiskt Samhälle (SDS)
- Utbildningspartiet
- Radikala studenter
- Oberoende radikaler (OR)
- Kommunistiska Högskoleföreningen (KHF)
- Alternativ 83 (samarbete mellan KPS, KHF och OR)

### Stockholms universitets studentkår
Stockholms universitets studentkår var 1962 den första studentkåren i Sverige att gå över till partisystem.

#### Nuvarande[1]
- Konservativa kårpartiet
- Kristdemokratiska studenter
- S-studenter
- Studentpartiet
- Vänsterns studentförening

#### Historiska
- Akademiska kårpartiet
- Allsköns samling
- Borgerlig Allians
- Borgerliga Studenter – Opposition '68
- Clarté
- Damons lista
- Data- och systemvetarna
- Ekonomerna
- Ekonomiska och Juridiska Studenter
- Envoys a.l.v.v.
- Fakultetsalliansen
- Festival- och evenemangspartiet
- F! Studenter
- Frescatistudenterna
- Gröna studenter
- Humanisterna
- Högerstudenterna vid Stockholms universitet
- Idrotts- och trivselpartiet
- Juridicum
- Juriststudenter
- Kommunistiska Arbetarförbundet
- Kommunistiska Högskoleförbundet (KHF/Vpk)
- Konservativa partiet
- Kulturpartiet kosmopoliterna
- Kåraktivisterna
- Liberala studenter
- Marxistiska studenter
- Moderata studenter
- Motions- och Idrottspartiet
- Naturvetenskapliga kårpartiet
- Oberoende studenter
- Pedagogstudenter
- Radikal Vänster – Oberoende vänstern
- Rättvisepartiet Socialisterna
- Samling Mitten
- Samling Vänster
- Stockholms universitets studenter
- Studentradikala partiet
- Studentpartiet Campus
- Studentpartiet SL-rabatt
- Sustainable University 21
- The International Party
- Tvärvetarna
- Vetenskapspartiet
- Våg -87
- Vänsterns Studentklubb

### Studentkåren i Växjö

#### Historiska
- Café Tufvan
- EHVS-listan
- Fack Ju
- F.I.N - Friends in Need
- Nationslistan
- Paxlistan
- Pedal+
- Pierre Mörk
- Stallarnas vänner
- VIA-listan
- Vänsterns Studentförbund

### Tekniska Högskolans Studentkår
Studentkåren vid Kungliga Tekniska högskolan hade partival fram till mitten av 1980-talet, då man i stället övergick till en korporativistisk valprocedur genom sektionerna. Därför är alla partier på THS historiska.

#### Historiska
- Borgerliga Teknologer (BT)
- Harmonipartiet Promenadorquestern (HPPQ)
- Kårcentern
- Oberoende Moderata Teknologer (OMT)
- Sektionsalliansen (SA)
- Socialdemokratiska Teknologer
- Socialistisk Kårfront (SKF)
- Teknisliberalerna (T-lib)
- Teknologpartiet (TP)

### Umeå Studentkår
Umeå studentkår beslutade 2018 att byta ut sitt partisystem mot ett sektionsbaserat. Därför är alla partier på Umeå studentkår historiska.

#### Historiska
- Anders Pettersson
- Arbetarpartiet
- Centerstudenter
- C- studenter
- Ekopartiet
- Fria Studenter
- Gröna Studenter
- Helmut
- Högskolevänstern (Umeå)
- Kommunistiska högskoleförbundet
- Kårcentern
- Kårpartiet Humanisterna (SEKTIONSPARTI)
- Liberala studenter
- Marxistiska studenter
- Medicin för kåren "MFK" (SEKTIONSPARTI)
- Moderata studenter
- Nydalapartiet
- Pedagogpartiet (SEKTIONSPARTI)
- Rättvisepartiet socialister, a.k.a. Offensiv
- Sakfrågor över partigränserna-motionspartiet SÖP-M
- Samhällsvetarna (SEKTIONSPARTI)
- Spiff
- Studentpartiet Pedagogerna
- Studentpartiet socialdemokraterna
- Umeå Ekonomerna (SEKTIONSPARTI)
- Umeå teknologparti "Umtep" (SEKTIONSPARTI)
- Vänsterns Studentförbund (VSF)

### Uppsala studentkår
Uppsala studentkår har haft partival sedan 1964.

#### Nuvarande[3]
- Allians för Kåren

- S-studenter
- Uppsala Universitets Studenter (UUS)

- Högerpartiet

- Vänsterstudenter

#### Historiska
- Argus
- Borgerliga Studenter
- Centerpartiet
- Clarté
- Det Nya Mösspartiet
- Drömarnas fullbordande: De Goda
- Fria Studenter
- Gotiska Förbundet
- Gröna Studenter
- Halvera.nu
- Kommunistiska Högskoleförbundet
- Nya Student Demokraterna Akademiker Partiet
- Obstruktion
- Pilsnerpartiet Orgius (PPO)
- Piratstudenterna
- Sam
- Studentpartiet
- Ugglepartiet
- UTEC
- Våg -87
- Vänsterns Studentförbund (VSF)

#### Studierådspartier
- Borgerliga jurister
- Oberoende studenter
- Radikala jurister

### Filosofiska Fakulteternas Studentkår
Filosofiska Fakulteternas Studentkår (FFS) vid Göteborgs universitet hade fram till 2005 ett valsystem till fullmäktige som byggde på partival, innan man avskaffade det till förmån för en sorts personvalssystem. Nedanstående kårpartier är alltså historiska. 
- Högskolevänstern
- Pilsner på kåren
- Göteborgs socialdemokratiska studentförening
- Samhällsvetarpartiet
- Naturvetarpartiet
- Humanistpartiet
- Minimalisterna
- Grön förändring
- Blå förändring

### Karlstads studentkår
Karlstads studentkår har listval med både partipolitiska och oberoende listor. Nedanstående partier är alltså historiska.
- Oberoende Studenters Samvälde
- Socialdemokratiska studenter
- Gröna listan
- Karlstads ekonomer
- För Ingesund - I tiden
- International list